# Sclerophrys djohongensis
Sclerophrys djohongensis – gatunek płaza bezogonowego z rodziny ropuchowatych (Bufonidae).

## Taksonomia
Zwierzę zostało opisane w 1977 przez Hulselmansa jako podgatunek innego gatunku płaza – Sclerophrys funerea (Hulselmans 1977). Dopiero Joger w 1982, a później Böhme i Schneider (1987) podnieśli je do rangi osobnego gatunku. Amiet uznał nazwę S. djohongensis za młodszy synonim nazwy Sclerophrys villiersi, ale nie wszyscy się z tą opinią zgadzają.
Gatunek dawniej był zaliczany do rodzaju Bufo. W 2006 roku Frost i inni przenieśli go do rodzaju Amietophrynus. Ohler i Dubois w 2016 roku wykazali, że nazwa Amietophrynus jest młodszym synonimem nazwy Sclerophrys.

## Występowanie
Wyżyna Adamawa w północno-środkowym Kamerunie to jedyne miejsce na świecie, gdzie rzeczony płaz na pewno występuje. Doniesienia o jego bytności w pobliskiej Nigerii nie zostały jeszcze potwierdzone.
Siedlisko tego stworzenia to las galeriowy, górskie tereny trawiaste i zadrzewione sawanny.

## Status
Zwierzę wydaje się rzadkie (spotkano je tylko kilka razy), toteż status jego populacji nie jest znany.
Ze względu na utratę i degradację siedlisk liczebność populacji prawdopodobnie się obniża.
Wśród zagrożeń dla tego gatunku wymienić można rolnictwo (np. nadmierny wypas zwierząt gospodarskich), wylesianie, pożary czy ludzkie osadnictwo.